# Петровское зимовье
Петро́вское зимо́вье — бывшее поселение на южном берегу Охотского моря около входа в Татарский пролив, ставшее первым российским постом в Приамурье. Основано Г.И. Невельским 29 июня (11 июля) 1850 года в ходе Амурской экспедиции . Служило опорным пунктом для первых действий русских исследователей в лимане Амура. Как официальный пост, уразднено в 1854 г, но до 1860-х годов использовалось как временная перевалочная база российских торговых компаний.

## География
Располагалось на Петровской косе, отделяющей залив Счастья (ранее назывался заливом Искай, переименован Невельским) от Охотского моря, на территории нынешнего Николаевского района Хабаровского края, между урочищем Хобурс и мысом Невельского. Ныне представляет собой участок галечно-песчаного пляжа, поросшего низкорослыми травами и кустарником. В настоящее время на месте Петровского зимовья сохранились следы венцов и фундаментов строений.

## История
Императорским указом от 3 февраля 1850 года на имя генерал-губернатора Восточной Сибири Н. Н. Муравьёва было повелено:
1. В заливе Счастья, или в какой-либо местности на юго-западном берегу Охотского моря, но отнюдь не в лимане, а тем более на реке Амуре основать зимовье.
2. В зимовье том Российско-Американской компании производить расторжку с гиляками, но ни под каким видом и предлогом не касаться лимана и Амура.
3. Для основания этого зимовья, а равно и для охранения его взять 25 человек матросов и казаков из Охотска.
4. Исполнение этого произвести под наблюдением и по распоряжению генерал-губернатора Восточной Сибири, в непосредственном ведении которого и должны состоять все действия этой экспедиции.[4]

29 июня (11 июля) 1850 года в залив Счастья из Аяна прибыла команда Амурской экспедиции под руководством Г. И. Невельского. Она состояла из 10 матросов; 6 артиллеристов; 15 мастеровых, включая семейных Степана Решетникова и Григория Москвитина с женами и детьми; отряда казаков из 18 человек под командованием урядника Николая Пестрякова. В команде был также топограф Петр Попов, унтер-штейгер Иван Блинников, лейтенант Бошняк, лекарь Е. Г. Орлов.
Г. И. Невельской вместе с представителем Российско-Американской компании Д. И. Орловым, который прибыл к месту зимовья сухопутным маршрутом, осмотрели берега и, по словам Невельского, нашёл, что коса, образующая восточный берег этого залива, «представляет единственную местность, к которой могут подходить суда с моря для передачи грузов». Поэтому там и было заложено зимовье, которому Невельской дал название Петровское «во имя святого угодника этого дня и в память Петра Великого».
В течение 1851 г. в Петровском селении были построены флигель, баня, скотный двор, фундамент для вытаскивания судов, походная церковь во имя Петра и Павла, склад Российско-американской компании и другие постройки. На небольшой верфи был заложен 6-ти тонный голландский ботик. Для последующих построек было вырублено до 1 000 деревьев.
В селении активно занимались товарным обменом с коренными жителями — гиляками. По данным исследователя д.и.н. Ермолаева А.Н: в период с 1 июля 1852 г. по 1 мая 1853 г. в Петровском селении было выменяно 123 соболя, 3 лисицы и 7 белок. Кроме того, гиляки продали 26 фунтов осетрового клея.
С 1851 до лета 1854 года в зимовье жил Невельской с женой и вся команда «Амурской экспедиции». Шла работа по изучению местности, картография, налаживания отношений с местными жителями. В частности, жена Невельского, Екатерина Ивановна принимала гиляков дома, поила чаем и изучала их культуру и быт, демонстрировала гостеприимство и добрые намерения Российской империи.
С 1853 года проводил миссионерскую деятельность православный священник Амурской экспедиции и духовной миссии для гиляков/нивхов Гавриил Иоаннович Вениаминов — сын Иннокентия Вениаминова.

В 1854 году генерал-губернатор Восточной Сибири Муравьёв Н. Н. решил перенести пост русских первопроходцев из Петровского в Николаевский пост. 
«Николаевскій постъ долженъ быть главнымъ нашимъ здѣсь пунктомъ, а потому изъ Петровскаго перевести въ этотъ пунктъ всѣ запасы, матеріалы и часть команды.»
На зимовку с 1854 на 1855 гг. в Петровском осталась только команда шхуны «Восток» и 15 человек для охраны и для содержания поста (всего до 80-ти чел).
По сведениям ревизионной инспекции Российско-американской компании в 1861 году «в селении Петровском имеется дом и магазин, общей стоимостью всего 2,2 тыс. рублей», что говорит о том, что зимовье ещё использовалось как сезонный пункт для торговли и хранения товаров.
На месте Петровского зимовья проводил раскопки археолог Н. Е. Спижевой (в 1988, 1998, 2000, 2003 и 2005 гг.). Археологические исследования позволили уточнить историческую информацию по Петровскому зимовью, конкретизировать функции зданий, указанные в плане Римского-Корсакого, а также установили, что многие здания были разобраны и перенесены в Николаевский пост.

## Память
На территории бывшего поселения с 1972 года расположен памятный знак «Петровское зимовье».
В 1996 году на предполагаемом месте православного кладбища установлен 5-метровый крест.
В 2006 году признано объектом культурного наследия (достопримечательное место). Отнесёно к данной категории приказом от 10.05.2006 № 19 ГУК «НПЦ по ОПИК  Хабаровского края» и приказом министерства культуры Хабаровского края от 04.09.2014 №336/01-15.